# Hebdomade
Der athenische Dichter und Staatsmann Solon (640 v. Chr.–559 v. Chr.) teilte ein Menschenleben in zehn Hebdomaden (altgriechisch ἑβδομάς (hebdomas): „die Siebenzahl“) von je sieben Jahren ein.
Er beschrieb diese zehn Lebensalter in seiner berühmten Elegie Παῖς μὲν ἄνηβος:
Knabe zuerst ist der Mensch, unreif: da wirft er der Zähne

Hag, der dem Kinde entspross, von sich im siebenten Jahr.

Wenn zum anderen Mal Gott schloß die Sieben der Jahre,

Zeichen der Mannheit dann keimen, der nahenden, auf.

Während der dritten umkraust sein Kinn – noch wachsen die Glieder –

Wolliger Flaum, da der Haut Blüte im Wandel verwich.

Nun in den vierten empor zu hohem vollem Gedeihen

Reift die Stärke, in ihr zeigt was tauge der Mann.

Mit den fünften gedeiht ihm die Zeit, der Freite zu denken

Und dass in Söhnen ersteh fürderhin währender Stamm.

Während der sechsten da breitet der Geist allseits sich ins Rechte,

Nimmer zu unnützem Tun treibt ihn hinfort noch der Mut.

Sieben Siebenerjahre und acht: im vollen Gedeihen

Stehen Zunge und Geist: vierzehn an Jahren zusamt.

Noch in den neunten ist tauglich der Mann, doch lässiger zeigen

Gegen das volle Gedeihn Zunge fortan sich und Witz.

Wer in die zehnten gelangte, die zehnten nach Maßen vollendend,

Kaum zur Unzeit wärs, träf ihn die Neige des Tods.
Παῖς μὲν ἄνηβος ἐὼν ἔτι νήπιος ἕρκος ὀδόντων

φύσας ἐκβάλλει πρῶτον ἐν ἕπτ’ ἔτεσιν·

τοὺς δ’ ἑτέρους ὅτε δὴ τελέσῃ θεὸς ἕπτ’ ἐνιαυτούς,

ἥβης ἐκφαίνει σήματα γιγνομένης·

τῇ τριτάτῃ δὲ γένειον ἀεξομένων ἔτι γυίων

λαχνοῦται, χροιῆς ἄνθος ἀμειβομένης·

τῇ δὲ τετάρτῃ πᾶς τις ἐν ἑβδομάδ’ ἐστὶν ἄριστος

ἰσχύν, ἥν τ’ ἄνδρες σήματ’ ἔχουσ’ ἀρετῆς·

πέμπτῃ δ’ ὥριον ἄνδρα γάμου μεμνημένον εἶναι

καὶ παίδων ζητεῖν ἐξοπίσω γενεήν·

τῇ δ’ ἕκτῃ περὶ πάντα καταρτύεται νόος ἀνδρός,

οὐδ’ ἕρδειν ἔθ’ ὁμῶς ἔργ’ ἀπάλαμνα θέλει·

ἑπτὰ δὲ νοῦν καὶ γλῶσσαν ἐν ἑβδομάσιν μέγ’ ἄριστος

ὀκτώ τ’, ἀμφοτέρων τέσσαρα καὶ δέκ’ ἔτη·

τῇ δ’ ἐνάτῃ ἔτι μὴν δύναται, μαλακώτερα δ’ αὐτοῦ

πρὸς μεγάλην ἀρετὴν γλῶσσά τε καὶ σοφίη·

τὴν δεκάτην δ’ εἴ τις τελέσας κατὰ μέτρον ἵκοιτο,

οὐκ ἂν ἄωρος ἐὼν μοῖραν ἔχοι θανάτου.

Auch die Anthroposophie geht von einem Sieben-Jahres-Zyklus bei der Entwicklung des Menschen aus. In der Organisation der Waldorfschule spielen diese Zeiträume noch heute eine große Rolle.